# OPAM

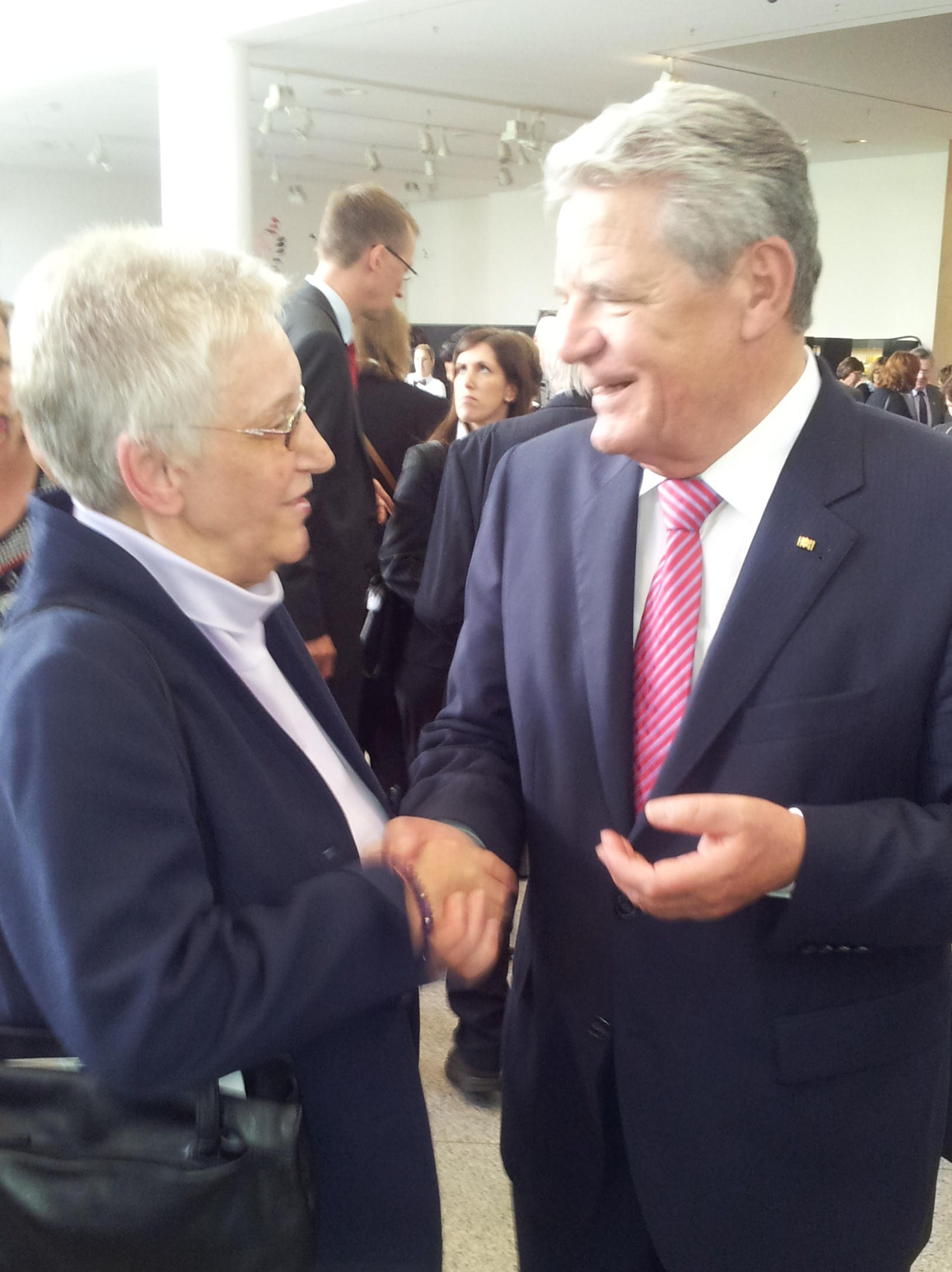
OPAM-Gründungsmitglied Leonore Kremer wurde 2012 von Bundespräsident Joachim Gauck für ihr Engagement geehrt

OPAM (ital.: Opera di Promozione dell'Alfabetizzazione nel Mondo, dt. Hilfswerk zur Förderung der Alphabetisierung in der Welt) ist ein international tätiges Hilfswerk zur Förderung der Alphabetisierung in benachteiligten Regionen der Welt. 
Das Hilfswerk besteht aus einem italienischen Zweig (gegründet 1972) und einem Zweig für den deutschsprachigen Raum (Deutschland-Österreich-Deutschschweiz). Letzterer wurde 1980 unter der Bezeichnung OPAM-Verein zur Förderung der Alphabetisierung e. V. mit Sitz in Lindlar gegründet.

## Geschichte
1977 lernten der Pfarrer Josef Prinz († 2009) und der Entwicklungshelfer Hermann Bröskamp († 2012) den katholischen Geistlichen Don Carlo Muratore († 2003) in Rom kennen. Dieser hatte zuvor 15 Jahre in Venezuela gelebt und war überzeugt davon, dass sich Armut am besten durch Bildung bekämpfen lasse. Auf seine Initiative hin entstand daher 1972 in Rom OPAM-Italien.
Prinz und Bröskamp ließen sich von seiner Idee begeistern und gründeten daraufhin 1980 in Deutschland den OPAM-Verein zur Förderung der Alphabetisierung e. V. als selbstständiges Hilfswerk.

## OPAM e.V.

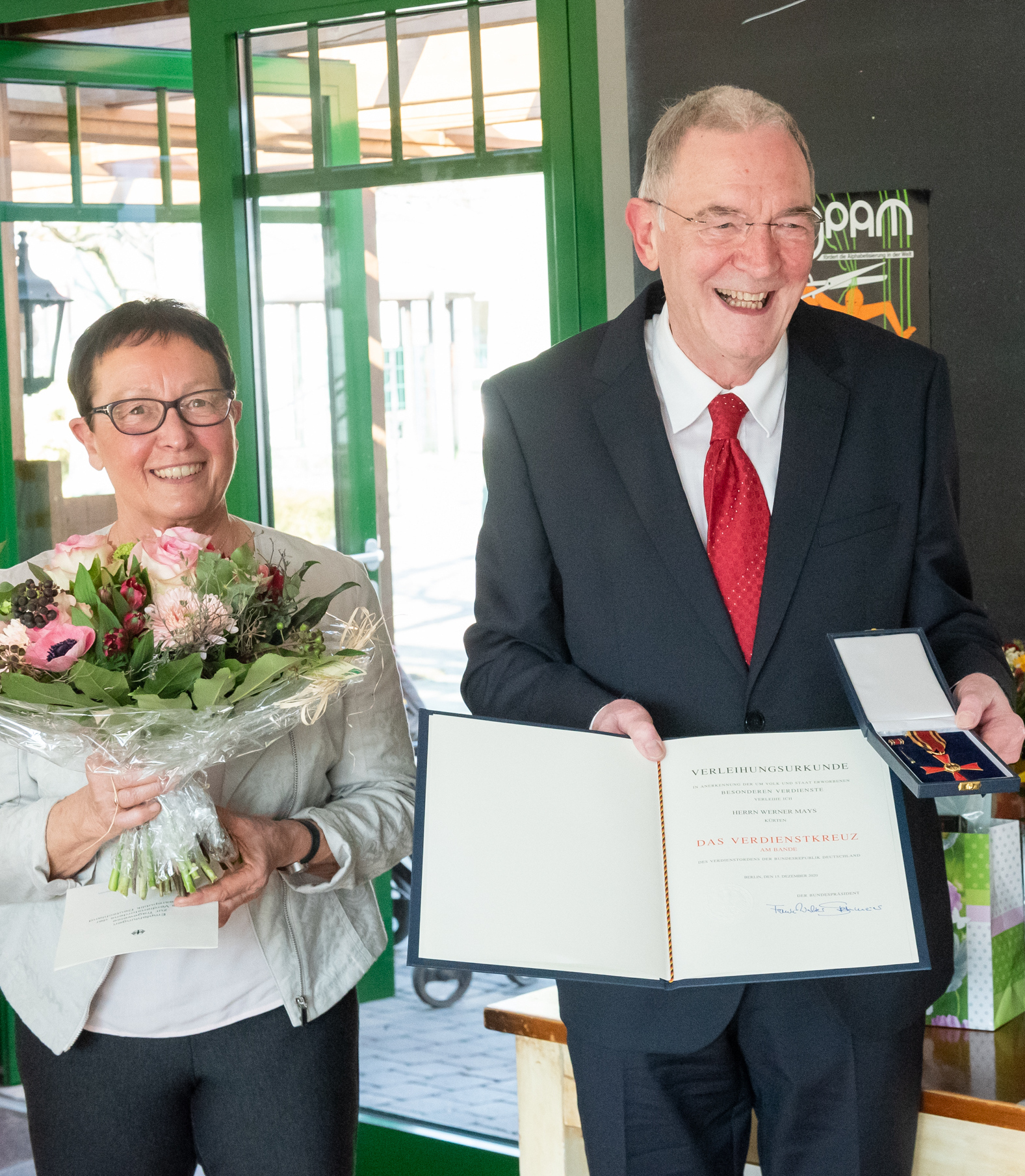
OPAM-Vorsitzender Werner Mays erhielt 2022 für sein Sozialengagement das Bundesverdienstkreuz

Der Verein ist weder konfessionell noch parteipolitisch gebunden. Vorsitzender ist seit 2009 Werner Mays, dem 2022 das Bundesverdienstkreuz für sein weltweites Sozialengagement vom Bundespräsident Frank-Walter Steinmeier verliehen wurde.
Der Verein
- klärt durch Broschüren, Infostände und Vortragsveranstaltungen z. B. in Schulen[5] deutschlandweit über Themen wie Analphabetismus[6] und Armut in der Dritten Welt auf.[3]
- sammelt Spenden und vermittelt diese an  verlässliche Partnerorganisationen für Bildungsprojekte in benachteiligten Regionen der Welt. Bisher hat OPAM weltweit „über 500 Projekte weltweit initiiert bzw. gefördert“, vor allem in Asien, Afrika und Lateinamerika.[3]
- fördert seit einigen Jahren auch Mikrokredit-Projekte, um Eltern in die Lage zu versetzen, das Schulgeld für ihre Kinder selbst zu erwirtschaften.[7]

## Stiftung
Zur Förderung der Vereinsarbeit besteht seit September 2012 die Josef Prinz-OPAM-Stiftung zur Förderung der sozialen Entwicklung durch Alphabetisierung, benannt nach dem verstorbenen Gründer von OPAM e. V. Der ehemalige Handball-Bundestrainer Heiner Brand übernahm die Schirmherrschaft für die Stiftung. Geschäftsführerin der Stiftung ist OPAM-Mitbegründerin und Vorstandsmitglied Leonore Kremer, die für ihr langjähriges Engagement 2012 von Bundespräsident Joachim Gauck geehrt wurde.